# Elisabeth van Hessen-Darmstadt (1864-1918)
Elisabeth Alexandra Louise van Hessen-Darmstadt (Darmstadt, Duitsland, 1 november 1864 — Alapajevsk, Rusland, 18 juli 1918), na haar huwelijk Elisabeth Fjodorovna Romanov (Russisch: Елизавета Фёдоровна Романова, Jelizaveta Fjodorovna Romanovna), was de tweede dochter van groothertog Lodewijk IV van Hessen-Darmstadt en prinses Alice, de tweede dochter van koningin Victoria van het Verenigd Koninkrijk. Elisabeth was ook de oudere zus van prinses Alix, die trouwde met tsaar Nicolaas II van Rusland.

## Jeugd
Elisabeth, in haar familie beter bekend als Ella, werd geboren op 1 november 1864 in Darmstadt. Ze werd vernoemd naar de heilige Elisabeth van Hongarije. Elisabeth werd opgevoed door haar moeder, prinses Alice. Haar grootouders aan vaderskant waren: Prins Karel van Hessen-Darmstadt en prinses Elisabeth van Pruisen. Haar grootouders aan moederskant waren: Koningin Victoria van het Verenigd Koninkrijk en prins-gemaal Albert van Saksen-Coburg en Gotha. Ondanks haar hoge afkomst had prinses Alice geen huishoudsters in dienst en moesten Elisabeth en haar drie zussen alle huishoudelijke taken zelf doen. Prinses Alice was erg begaan met de armen en nam haar kinderen vaak mee naar ziekenhuizen, weeshuizen en huizen voor invaliden. Het gezin woonde in de Duitse stad Darmstadt, maar ging vaak op bezoek bij koningin Victoria in Engeland. Elisabeth verloor haar moeder al op jonge leeftijd en probeerde haar moeders rol in het huishouden over te nemen voor haar broer en zussen.

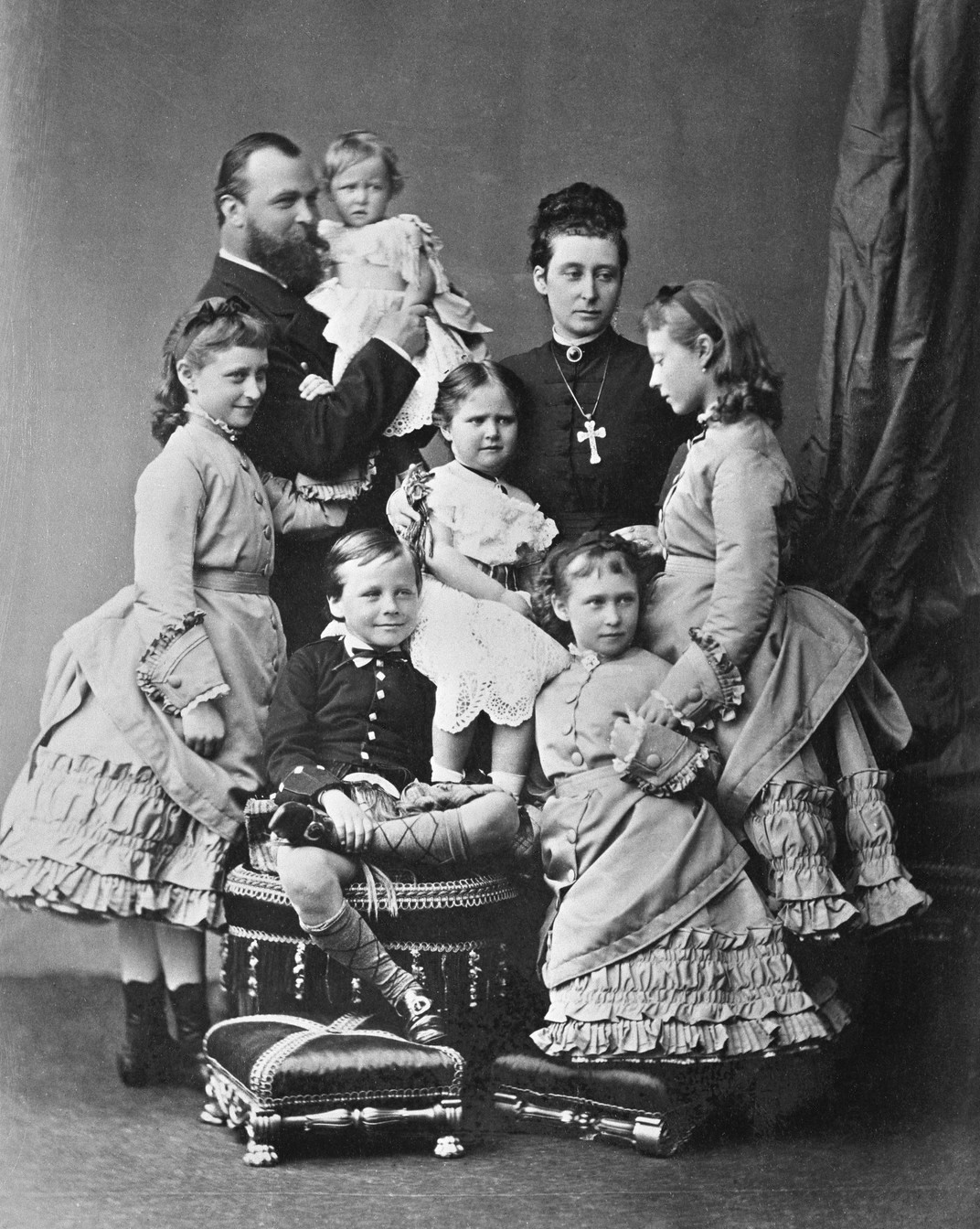
Elisabeth in haar jongere jaren samen met haar familie. Van links naar rechts: Elisabeth zelf, haar vader, Lodewijk IV, Ernst Lodewijk, Marie, Alice, haar moeder, Alice, Irene en Victoria.

Elisabeth had één oudere zus: Prinses Victoria (1863-1950) huwde Lodewijk Alexander van Battenberg. Ze had vier jongere zusjes: Prinses Irene (1866-1953) huwde prins Hendrik van Pruisen. Prinses Alice (1872-1918) huwde de latere tsaar Nicolaas II van Rusland. En Prinses Marie (1874-1878) stierf aan difterie. Elisabeth had twee jongere broers: Prins Ernst Lodewijk (1868-1937) de latere groothertog van Hessen-Darmstadt, huwde met Victoria Melita van Saksen-Coburg en Gotha, dochter van Prins Alfred, hertog van Edinburgh (tweede zoon van koningin Victoria), en na zijn scheiding van Victoria Melita huwde hij Eleonore van Solms-Hohensolms-Lich. En Prins Frederik (1870-1873) overleden aan hemofilie na een val uit een raam.

## Grootvorstin van Rusland
Voor haar huwelijk in 1884 zou er sprake zijn geweest van een huwelijk met de Pruisische prins Wilhelm, ook een kleinkind van koningin Victoria, maar Elisabeth wees hem af. In haar jeugd had Elisabeth haar hart namelijk al weggegeven aan grootvorst Sergej Aleksandrovitsj van Rusland (1857-1905), de vijfde zoon van tsaar Alexander II. Ze hadden elkaar een aantal keer ontmoet tijdens de bezoeken die hij aan hen bracht met zijn moeder.
Op 15 juni 1884 trouwde ze met grootvorst Sergej Aleksandrovitsj in de kerk van het winterpaleis te Sint-Petersburg. Na haar huwelijk kreeg Elisabeth de titel "Grootvorstin van Rusland". Iemand die aanwezig was op de bruiloft, zei later dat Elisabeth de mooiste vrouw was die ooit in de kerk trouwde. Elisabeths zus, Alice, ontmoette op deze bruiloft haar toekomstige echtgenoot Nicolaas, de latere tsaar van Rusland. Elisabeth en Sergej gingen op huwelijksreis naar Ilinski, een stad zestig kilometer buiten Moskou. Hier begon Elisabeth de Russische taal te leren.
Uit het huwelijk van Elisabeth en Sergej werden geen kinderen geboren. In plaats daarvan voedden ze hun neef en nicht, Dimitri Pavlovitsj en Maria Paulowna, op. Hun moeder, prinses Alexandra van Griekenland, was vlak na Dimitri’s geboorte overleden en hun vader, grootvorst Paul Aleksandrovitsj, was het land uit gegaan om een morganatisch huwelijk met de niet-adellijke Olga Valerianovna Karnovitsj te sluiten.

## Het Martha en Mariaklooster
Sergej was door tsaar Nicolaas II benoemd tot gouverneur-generaal van Moskou, maar in die functie had hij zich niet populair bij het volk gemaakt. Met als gevolg dat op 17 februari 1905 zijn rijtuig werd opgeblazen; Sergej kwam bij de moordaanslag om het leven. Elisabeth, die getuige was geweest van de aanslag, verzamelde Sergejs lichaamsdelen en begroef hem in een klooster.

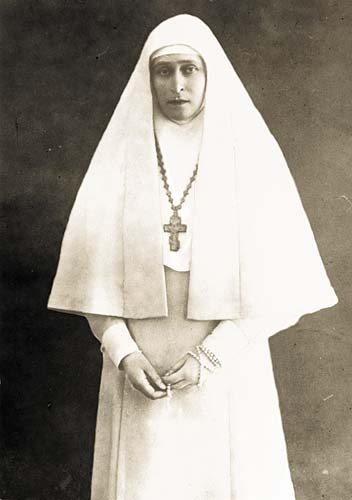
Elisabeth als moniale.

Elisabeth, die zich tien jaar na haar huwelijk met de hulp van haar vriendin Zinaïda Joesoepova tot de Russisch-Orthodoxe Kerk had bekeerd, gaf al haar juwelen aan de stichting van een klooster dat in de zorg voor arme en behoeftige zieken voorzag. Ze verkocht haar meest kostbare bezittingen en kocht een klein stuk grond in het zuiden van Moskou. Daar liet ze een klooster bouwen dat onder meer een ziekenhuis, een meisjesweeshuis en kamers voor de 97 zusters omvatte. Het gebouw werd ontworpen door de architect die later het mausoleum van Lenin zou ontwerpen. Het interieur werd geschilderd door de bekende Russische schilders Pavel Korin en Michail Nesterov, die ook de parelgrijze en witte habijten van het klooster ontwierpen. Om het kloostergebouw lag een tuin met veel gazons. In 1910 was de bouw van het Martha en Mariaklooster voltooid.
Elisabeth droeg het klooster, waar ze zelf hegoemena werd, op aan de armen van Moskou. De zusters kwamen uit alle lagen van de samenleving en deden veel liefdadigheidswerk. Ze gaven bijvoorbeeld les aan de weesmeisjes, die uit de sloppenwijken van Moskou waren gehaald. Veel van deze meisjes gingen later in ziekenhuizen werken of traden zelf toe tot een klooster. Het klooster was in Rusland zeer bekend vanwege al zijn liefdadigheidswerk, wat uniek was voor een Russisch klooster.

## Haar dood
Elisabeth en haar zus Alexandra leken van elkaar te vervreemden. Beiden hechtten ze veel waarden aan het geloof, maar wel op zeer verschillende manieren: Elisabeth had een klooster gesticht en tsarina Alexandra had zich ingelaten met de gebedsgenezer Raspoetin, die via de tsarina veel invloed had aan het Russische hof. Het volk was niet te spreken over deze invloed en er ontstond veel chaos in het land. Elisabeth had haar zus ervan proberen te overtuigen de invloed van Raspoetin terug te dringen, maar Alexandra had niet geluisterd. Elisabeth vroeg hierna aan haar vriendin Zinaïda om de invloed van Raspoetin in te perken, maar ook haar was het niet gelukt. Zinaïda's zoon, prins Felix Joesoepov, vermoordde Raspoetin hierop.
De onrusten in Rusland liepen uiteindelijk uit op de Russische Revolutie. Elisabeth woonde in de beschermde omgeving van het klooster en kreeg niet veel mee van wat er gaande was in het land. Het kwam voor haar dan ook als een verrassing, toen ze op 13 maart 1918 (een jaar nadat de tsaar was afgezet) door de bolsjewieken werd gearresteerd. Ze werd door de bolsjewieken als gevaarlijk beschouwd vanwege haar grote invloed in Moskou en haar positie binnen de Russische tsaristische familie. Elisabeth werd eerst naar Perm en vervolgens naar Jekaterinenburg verbannen. Na een paar dagen in de hoofdstad van de Oeral te hebben doorgebracht, waar ze werd verenigd met andere leden van de keizerlijke familie, werd zij samen met de anderen op 20 mei 1918 naar Alapajevsk gebracht, waar ze werden ondergebracht in de Napoljanaschool aan de rand van deze stad.
Op 17 juli om het middaguur kwam tsjekaofficier Petr Startsev samen met een aantal bolsjewistische arbeiders naar de school. Zij beroofden de familie van alles wat ze nog hadden en zeiden tegen de familie dat ze zouden worden overgebracht naar het industrieterrein van Verchjnaja Sinjatsjicha. De Rode Legersoldaten werden weggestuurd en vervangen door mannen van de tsjeka. Die nacht werden de gevangenen wakker gemaakt en op karren over de weg naar het dorpje Sinjatsjicha gebracht. Op ongeveer 18 kilometer van Alapajevsk stopten de karren bij een verlaten ijzermijn met een twintig meter diepe schacht. De tsjeka sloeg de gevangenen alvorens ze in dit gat te gooien, waarbij Elizabeth als eerste aan de beurt kwam. Vervolgens werden een aantal handgranaten naar beneden gegooid, maar alleen secretaris Fjodor Remez van groothertog Sergej Michailovitsj stierf hierdoor.
Een van hun moordenaars, genaamd Rjabov, verklaarde later dat Elizabeth en de anderen de val overleefden, waarop hij een granaat naar beneden smeet. Na de explosie beweerde hij dat hij Elizabeth en de anderen een Russisch volkslied hoorde zingen vanuit de bodem van de schacht. Na nog een tweede granaat naar beneden te hebben gegooid bleef het zingen volgens zijn verklaring doorgaan. Vervolgens lieten de moordenaars een grote hoeveelheid sprokkelhout boven de opening plaatsen en in brand steken. Rjabov liet een bewaker bij het gat zetten en vertrok toen naar eigen zeggen.
Vroeg in de morgen op 18 juli verstuurden het hoofd van de Alapajevskse tsjeka Abramov en het hoofd van de regionale sovjet van Jekaterinenburg Aleksander Beloborodov een aantal telegrammen waarin ze zeiden dat de moord moest worden toegeschreven aan een 'onbekende groep van aanvallers' op de school, die de familie zouden hebben ontvoerd en dat een zoektocht vruchteloos was gebleken. Niet veel later viel Alapajevsk in handen van het Witte Leger.
Op 8 oktober 1918 werden de overblijfselen van Elisabeth en haar metgezellen ontdekt door soldaten van het Tsjecho-Slowaaks Legioen in de schacht waarin ze waren vermoord. Elizabeth was gestorven aan de wonden die ze had opgelopen tijdens de val in de schacht, maar had nog wel kans gezien om de stervende prins Ivan te verbinden. Andere metgezellen waren gestorven aan hun wonden en van de honger. De lichamen werden in kisten gelegd en opgebaard in de kerk. Door het oprukkende leger werden de witten echter naar het oosten verdreven, waarbij ze de lichamen meenamen, totdat ze uiteindelijk in Peking aankwamen.
Haar lichaam werd gevonden door een bewonderaar, hegoumen Serafim (Kouznetzov), die het - met dat van Varvara - door Siberië vervoerde naar Peking. Daar bracht hij de lichamen onder in een kapel waarbij hij tweeënhalf jaar de wacht hield Als bij toeval zag Beatrice, de jongste dochter van koningin Victoria een krantenfoto van de kapel. Zij bewerkstelligde dat de lichamen werden overgebracht naar Port Said. Daar werden de lichamen opgewacht door Lady Milford Haven, de oudste zuster van Elisabeth. Zij bewerkstelligde dat haar zus samen met de resten van haar medezuster werd herbegraven in de Maria Magdalenakerk (Jeruzalem).
In de jaren twintig is het Martha en Mariaklooster gesloten, maar de monialen gingen verder met hun liefdadigheidswerk. Dat moest in het geheim gedaan worden om niet naar Centraal-Azië verbannen te worden. Het kerkgebouw is behouden, omdat het door de sovjets als bijeenkomstplaats werd gebruikt. Op het altaar was toen een beeld van Lenin geplaatst. Het klooster werd aan het eind van de twintigste eeuw gerestaureerd en heropend. In de tuin is een standbeeld van Elisabeth geplaatst. Elisabeth is door de bisschoppensynode van de Russisch-Orthodoxe Kerk als Heilige Eerbiedwaardige Martelares Grootvorstin Elizabeth gecanoniseerd in 1992. De Russisch-Orthodoxe Kerk in het Buitenland had dit al in 1981 gedaan. Haar feestdag is op 5 juli, de dag van haar dood.

## Kwartierstaat
| Lodewijk II van Hessen-Darmstadt (1777-1848)    | Lodewijk II van Hessen-Darmstadt (1777-1848)    | Lodewijk II van Hessen-Darmstadt (1777-1848)    | Lodewijk II van Hessen-Darmstadt (1777-1848)    | Lodewijk II van Hessen-Darmstadt (1777-1848)    | Lodewijk II van Hessen-Darmstadt (1777-1848)    | Wilhelmina van Baden (1788-1836)       | Wilhelmina van Baden (1788-1836)       | Wilhelmina van Baden (1788-1836)           | Wilhelmina van Baden (1788-1836)           | Wilhelmina van Baden (1788-1836)             | Wilhelmina van Baden (1788-1836)             |                                              |                                              | Willem van Pruisen (1783-1851)               | Willem van Pruisen (1783-1851)               | Willem van Pruisen (1783-1851)         | Willem van Pruisen (1783-1851)         | Willem van Pruisen (1783-1851)         | Willem van Pruisen (1783-1851)         | Marie Anne Amalie van Hessen-Homburg (1785-1846) | Marie Anne Amalie van Hessen-Homburg (1785-1846) | Marie Anne Amalie van Hessen-Homburg (1785-1846) | Marie Anne Amalie van Hessen-Homburg (1785-1846) | Marie Anne Amalie van Hessen-Homburg (1785-1846) | Marie Anne Amalie van Hessen-Homburg (1785-1846) |                                                 |                                                 | Ernst I van Saksen-Coburg en Gotha (1784-1844)  | Ernst I van Saksen-Coburg en Gotha (1784-1844)  | Ernst I van Saksen-Coburg en Gotha (1784-1844) | Ernst I van Saksen-Coburg en Gotha (1784-1844) | Ernst I van Saksen-Coburg en Gotha (1784-1844) | Ernst I van Saksen-Coburg en Gotha (1784-1844) | Louise van Saksen-Gotha-Altenburg (1800-1831) | Louise van Saksen-Gotha-Altenburg (1800-1831) | Louise van Saksen-Gotha-Altenburg (1800-1831) | Louise van Saksen-Gotha-Altenburg (1800-1831) | Louise van Saksen-Gotha-Altenburg (1800-1831) | Louise van Saksen-Gotha-Altenburg (1800-1831) |                                              |                                              | Eduard August van Kent (1767-1820)           | Eduard August van Kent (1767-1820)           | Eduard August van Kent (1767-1820)               | Eduard August van Kent (1767-1820)               | Eduard August van Kent (1767-1820)               | Eduard August van Kent (1767-1820)               | Victoire van Saksen-Coburg-Saalfeld ((1786-1861) | Victoire van Saksen-Coburg-Saalfeld ((1786-1861) | Victoire van Saksen-Coburg-Saalfeld ((1786-1861) | Victoire van Saksen-Coburg-Saalfeld ((1786-1861) | Victoire van Saksen-Coburg-Saalfeld ((1786-1861) | Victoire van Saksen-Coburg-Saalfeld ((1786-1861) |  |  |  |  |  |  |  |  |  |  |  |  |  |  |  |  |  |  |  |  |  |  |  |  |  |  |  |  |  |  |  |  |  |  |  |  |  |  |  |  |  |  |  |  |  |  |  |  |
| Lodewijk II van Hessen-Darmstadt (1777-1848)    | Lodewijk II van Hessen-Darmstadt (1777-1848)    | Lodewijk II van Hessen-Darmstadt (1777-1848)    | Lodewijk II van Hessen-Darmstadt (1777-1848)    | Lodewijk II van Hessen-Darmstadt (1777-1848)    | Lodewijk II van Hessen-Darmstadt (1777-1848)    | Wilhelmina van Baden (1788-1836)       | Wilhelmina van Baden (1788-1836)       | Wilhelmina van Baden (1788-1836)           | Wilhelmina van Baden (1788-1836)           | Wilhelmina van Baden (1788-1836)             | Wilhelmina van Baden (1788-1836)             |                                              |                                              | Willem van Pruisen (1783-1851)               | Willem van Pruisen (1783-1851)               | Willem van Pruisen (1783-1851)         | Willem van Pruisen (1783-1851)         | Willem van Pruisen (1783-1851)         | Willem van Pruisen (1783-1851)         | Marie Anne Amalie van Hessen-Homburg (1785-1846) | Marie Anne Amalie van Hessen-Homburg (1785-1846) | Marie Anne Amalie van Hessen-Homburg (1785-1846) | Marie Anne Amalie van Hessen-Homburg (1785-1846) | Marie Anne Amalie van Hessen-Homburg (1785-1846) | Marie Anne Amalie van Hessen-Homburg (1785-1846) |                                                 |                                                 | Ernst I van Saksen-Coburg en Gotha (1784-1844)  | Ernst I van Saksen-Coburg en Gotha (1784-1844)  | Ernst I van Saksen-Coburg en Gotha (1784-1844) | Ernst I van Saksen-Coburg en Gotha (1784-1844) | Ernst I van Saksen-Coburg en Gotha (1784-1844) | Ernst I van Saksen-Coburg en Gotha (1784-1844) | Louise van Saksen-Gotha-Altenburg (1800-1831) | Louise van Saksen-Gotha-Altenburg (1800-1831) | Louise van Saksen-Gotha-Altenburg (1800-1831) | Louise van Saksen-Gotha-Altenburg (1800-1831) | Louise van Saksen-Gotha-Altenburg (1800-1831) | Louise van Saksen-Gotha-Altenburg (1800-1831) |                                              |                                              | Eduard August van Kent (1767-1820)           | Eduard August van Kent (1767-1820)           | Eduard August van Kent (1767-1820)               | Eduard August van Kent (1767-1820)               | Eduard August van Kent (1767-1820)               | Eduard August van Kent (1767-1820)               | Victoire van Saksen-Coburg-Saalfeld ((1786-1861) | Victoire van Saksen-Coburg-Saalfeld ((1786-1861) | Victoire van Saksen-Coburg-Saalfeld ((1786-1861) | Victoire van Saksen-Coburg-Saalfeld ((1786-1861) | Victoire van Saksen-Coburg-Saalfeld ((1786-1861) | Victoire van Saksen-Coburg-Saalfeld ((1786-1861) |  |  |  |  |  |  |  |  |  |  |  |  |  |  |  |  |  |  |  |  |  |  |  |  |  |  |  |  |  |  |  |  |  |  |  |  |  |  |  |  |  |  |  |  |  |  |  |  |
|                                                 |                                                 |                                                 |                                                 |                                                 |                                                 |                                        |                                        |                                            |                                            |                                              |                                              |                                              |                                              |                                              |                                              |                                        |                                        |                                        |                                        |                                                  |                                                  |                                                  |                                                  |                                                  |                                                  |                                                 |                                                 |                                                 |                                                 |                                                |                                                |                                                |                                                |                                               |                                               |                                               |                                               |                                               |                                               |                                              |                                              |                                              |                                              |                                                  |                                                  |                                                  |                                                  |                                                  |                                                  |                                                  |                                                  |                                                  |                                                  |  |  |  |  |  |  |  |  |  |  |  |  |  |  |  |  |  |  |  |  |  |  |  |  |  |  |  |  |  |  |  |  |  |  |  |  |  |  |  |  |  |  |  |  |  |  |  |  |
|                                                 |                                                 |                                                 |                                                 | Karel van Hessen-Darmstadt (1809-1877)          | Karel van Hessen-Darmstadt (1809-1877)          | Karel van Hessen-Darmstadt (1809-1877) | Karel van Hessen-Darmstadt (1809-1877) | Karel van Hessen-Darmstadt (1809-1877)     | Karel van Hessen-Darmstadt (1809-1877)     |                                              |                                              |                                              |                                              |                                              |                                              | Elisabeth van Pruisen (1815-1885)      | Elisabeth van Pruisen (1815-1885)      | Elisabeth van Pruisen (1815-1885)      | Elisabeth van Pruisen (1815-1885)      | Elisabeth van Pruisen (1815-1885)                | Elisabeth van Pruisen (1815-1885)                |                                                  |                                                  |                                                  |                                                  |                                                 |                                                 |                                                 |                                                 |                                                |                                                | Albert van Saksen-Coburg en Gotha (1819-1861)  | Albert van Saksen-Coburg en Gotha (1819-1861)  | Albert van Saksen-Coburg en Gotha (1819-1861) | Albert van Saksen-Coburg en Gotha (1819-1861) | Albert van Saksen-Coburg en Gotha (1819-1861) | Albert van Saksen-Coburg en Gotha (1819-1861) |                                               |                                               |                                              |                                              |                                              |                                              | Victoria van het Verenigd Koninkrijk (1819-1901) | Victoria van het Verenigd Koninkrijk (1819-1901) | Victoria van het Verenigd Koninkrijk (1819-1901) | Victoria van het Verenigd Koninkrijk (1819-1901) | Victoria van het Verenigd Koninkrijk (1819-1901) | Victoria van het Verenigd Koninkrijk (1819-1901) |                                                  |                                                  |                                                  |                                                  |  |  |  |  |  |  |  |  |  |  |  |  |  |  |  |  |  |  |  |  |  |  |  |  |  |  |  |  |  |  |  |  |  |  |  |  |  |  |  |  |  |  |  |  |  |  |  |  |
|                                                 |                                                 |                                                 |                                                 | Karel van Hessen-Darmstadt (1809-1877)          | Karel van Hessen-Darmstadt (1809-1877)          | Karel van Hessen-Darmstadt (1809-1877) | Karel van Hessen-Darmstadt (1809-1877) | Karel van Hessen-Darmstadt (1809-1877)     | Karel van Hessen-Darmstadt (1809-1877)     |                                              |                                              |                                              |                                              |                                              |                                              | Elisabeth van Pruisen (1815-1885)      | Elisabeth van Pruisen (1815-1885)      | Elisabeth van Pruisen (1815-1885)      | Elisabeth van Pruisen (1815-1885)      | Elisabeth van Pruisen (1815-1885)                | Elisabeth van Pruisen (1815-1885)                |                                                  |                                                  |                                                  |                                                  |                                                 |                                                 |                                                 |                                                 |                                                |                                                | Albert van Saksen-Coburg en Gotha (1819-1861)  | Albert van Saksen-Coburg en Gotha (1819-1861)  | Albert van Saksen-Coburg en Gotha (1819-1861) | Albert van Saksen-Coburg en Gotha (1819-1861) | Albert van Saksen-Coburg en Gotha (1819-1861) | Albert van Saksen-Coburg en Gotha (1819-1861) |                                               |                                               |                                              |                                              |                                              |                                              | Victoria van het Verenigd Koninkrijk (1819-1901) | Victoria van het Verenigd Koninkrijk (1819-1901) | Victoria van het Verenigd Koninkrijk (1819-1901) | Victoria van het Verenigd Koninkrijk (1819-1901) | Victoria van het Verenigd Koninkrijk (1819-1901) | Victoria van het Verenigd Koninkrijk (1819-1901) |                                                  |                                                  |                                                  |                                                  |  |  |  |  |  |  |  |  |  |  |  |  |  |  |  |  |  |  |  |  |  |  |  |  |  |  |  |  |  |  |  |  |  |  |  |  |  |  |  |  |  |  |  |  |  |  |  |  |
|                                                 |                                                 |                                                 |                                                 |                                                 |                                                 |                                        |                                        |                                            |                                            | Lodewijk IV van Hessen-Darmstadt (1837-1892) | Lodewijk IV van Hessen-Darmstadt (1837-1892) | Lodewijk IV van Hessen-Darmstadt (1837-1892) | Lodewijk IV van Hessen-Darmstadt (1837-1892) | Lodewijk IV van Hessen-Darmstadt (1837-1892) | Lodewijk IV van Hessen-Darmstadt (1837-1892) |                                        |                                        |                                        |                                        |                                                  |                                                  |                                                  |                                                  |                                                  |                                                  |                                                 |                                                 |                                                 |                                                 |                                                |                                                |                                                |                                                |                                               |                                               |                                               |                                               | Alice van Saksen-Coburg en Gotha (1843-1878)  | Alice van Saksen-Coburg en Gotha (1843-1878)  | Alice van Saksen-Coburg en Gotha (1843-1878) | Alice van Saksen-Coburg en Gotha (1843-1878) | Alice van Saksen-Coburg en Gotha (1843-1878) | Alice van Saksen-Coburg en Gotha (1843-1878) |                                                  |                                                  |                                                  |                                                  |                                                  |                                                  |                                                  |                                                  |                                                  |                                                  |  |  |  |  |  |  |  |  |  |  |  |  |  |  |  |  |  |  |  |  |  |  |  |  |  |  |  |  |  |  |  |  |  |  |  |  |  |  |  |  |  |  |  |  |  |  |  |  |
|                                                 |                                                 |                                                 |                                                 |                                                 |                                                 |                                        |                                        |                                            |                                            | Lodewijk IV van Hessen-Darmstadt (1837-1892) | Lodewijk IV van Hessen-Darmstadt (1837-1892) | Lodewijk IV van Hessen-Darmstadt (1837-1892) | Lodewijk IV van Hessen-Darmstadt (1837-1892) | Lodewijk IV van Hessen-Darmstadt (1837-1892) | Lodewijk IV van Hessen-Darmstadt (1837-1892) |                                        |                                        |                                        |                                        |                                                  |                                                  |                                                  |                                                  |                                                  |                                                  |                                                 |                                                 |                                                 |                                                 |                                                |                                                |                                                |                                                |                                               |                                               |                                               |                                               | Alice van Saksen-Coburg en Gotha (1843-1878)  | Alice van Saksen-Coburg en Gotha (1843-1878)  | Alice van Saksen-Coburg en Gotha (1843-1878) | Alice van Saksen-Coburg en Gotha (1843-1878) | Alice van Saksen-Coburg en Gotha (1843-1878) | Alice van Saksen-Coburg en Gotha (1843-1878) |                                                  |                                                  |                                                  |                                                  |                                                  |                                                  |                                                  |                                                  |                                                  |                                                  |  |  |  |  |  |  |  |  |  |  |  |  |  |  |  |  |  |  |  |  |  |  |  |  |  |  |  |  |  |  |  |  |  |  |  |  |  |  |  |  |  |  |  |  |  |  |  |  |
|                                                 |                                                 |                                                 |                                                 |                                                 |                                                 |                                        |                                        |                                            |                                            |                                              |                                              |                                              |                                              |                                              |                                              |                                        |                                        |                                        |                                        |                                                  |                                                  |                                                  |                                                  |                                                  |                                                  |                                                 |                                                 |                                                 |                                                 |                                                |                                                |                                                |                                                |                                               |                                               |                                               |                                               |                                               |                                               |                                              |                                              |                                              |                                              |                                                  |                                                  |                                                  |                                                  |                                                  |                                                  |                                                  |                                                  |                                                  |                                                  |  |  |  |  |  |  |  |  |  |  |  |  |  |  |  |  |  |  |  |  |  |  |  |  |  |  |  |  |  |  |  |  |  |  |  |  |  |  |  |  |  |  |  |  |  |  |  |  |
|                                                 |                                                 |                                                 |                                                 |                                                 |                                                 |                                        |                                        |                                            |                                            |                                              |                                              |                                              |                                              |                                              |                                              |                                        |                                        |                                        |                                        |                                                  |                                                  |                                                  |                                                  |                                                  |                                                  |                                                 |                                                 |                                                 |                                                 |                                                |                                                |                                                |                                                |                                               |                                               |                                               |                                               |                                               |                                               |                                              |                                              |                                              |                                              |                                                  |                                                  |                                                  |                                                  |                                                  |                                                  |                                                  |                                                  |                                                  |                                                  |  |  |  |  |  |  |  |  |  |  |  |  |  |  |  |  |  |  |  |  |  |  |  |  |  |  |  |  |  |  |  |  |  |  |  |  |  |  |  |  |  |  |  |  |  |  |  |  |
| Victoria Maria van Hessen-Darmstadt (1863–1950) | Victoria Maria van Hessen-Darmstadt (1863–1950) | Victoria Maria van Hessen-Darmstadt (1863–1950) | Victoria Maria van Hessen-Darmstadt (1863–1950) | Victoria Maria van Hessen-Darmstadt (1863–1950) | Victoria Maria van Hessen-Darmstadt (1863–1950) |                                        |                                        | Elisabeth van Hessen-Darmstadt (1864-1918) | Elisabeth van Hessen-Darmstadt (1864-1918) | Elisabeth van Hessen-Darmstadt (1864-1918)   | Elisabeth van Hessen-Darmstadt (1864-1918)   | Elisabeth van Hessen-Darmstadt (1864-1918)   | Elisabeth van Hessen-Darmstadt (1864-1918)   |                                              |                                              | Irene van Hessen-Darmstadt (1866–1953) | Irene van Hessen-Darmstadt (1866–1953) | Irene van Hessen-Darmstadt (1866–1953) | Irene van Hessen-Darmstadt (1866–1953) | Irene van Hessen-Darmstadt (1866–1953)           | Irene van Hessen-Darmstadt (1866–1953)           |                                                  |                                                  | Ernst Lodewijk van Hessen-Darmstadt (1868-1937)  | Ernst Lodewijk van Hessen-Darmstadt (1868-1937)  | Ernst Lodewijk van Hessen-Darmstadt (1868-1937) | Ernst Lodewijk van Hessen-Darmstadt (1868-1937) | Ernst Lodewijk van Hessen-Darmstadt (1868-1937) | Ernst Lodewijk van Hessen-Darmstadt (1868-1937) |                                                |                                                | Frederik van Hessen-Darmstadt (1870-1873)      | Frederik van Hessen-Darmstadt (1870-1873)      | Frederik van Hessen-Darmstadt (1870-1873)     | Frederik van Hessen-Darmstadt (1870-1873)     | Frederik van Hessen-Darmstadt (1870-1873)     | Frederik van Hessen-Darmstadt (1870-1873)     |                                               |                                               | Alix van Hessen-Darmstadt (1872-1918)        | Alix van Hessen-Darmstadt (1872-1918)        | Alix van Hessen-Darmstadt (1872-1918)        | Alix van Hessen-Darmstadt (1872-1918)        | Alix van Hessen-Darmstadt (1872-1918)            | Alix van Hessen-Darmstadt (1872-1918)            |                                                  |                                                  | Marie van Hessen-Darmstadt (1874-1878)           | Marie van Hessen-Darmstadt (1874-1878)           | Marie van Hessen-Darmstadt (1874-1878)           | Marie van Hessen-Darmstadt (1874-1878)           | Marie van Hessen-Darmstadt (1874-1878)           | Marie van Hessen-Darmstadt (1874-1878)           |  |  |  |  |  |  |  |  |  |  |  |  |  |  |  |  |  |  |  |  |  |  |  |  |  |  |  |  |  |  |  |  |  |  |  |  |  |  |  |  |  |  |  |  |  |  |  |  |